# بي إس إكس

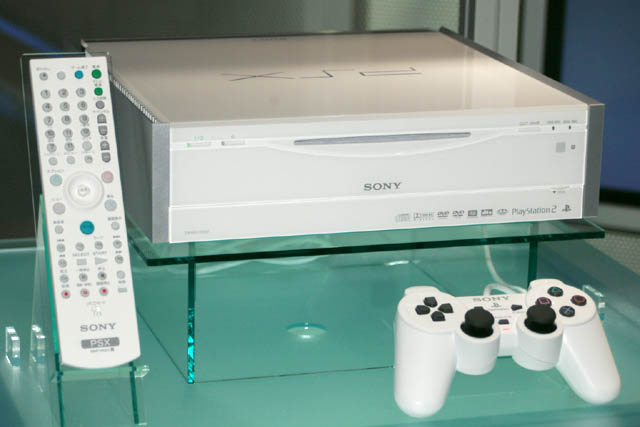
جهاز بلاي ستيشن بي إس إكس

بي إس إكس (بالإنجليزية: PSX)‏ (باليابانية: ピーエスエックス)، هو مسجل فيديو رقمي تابع لنظام بلاي ستيشن 2، وهو مدعوم بتشغيل مقاطع الفيديو والتسجيلات، صدر في اليابان بتاريخ 13 ديسمبر 2003 وبيع بسعر 79,800 ين، وتوقف إصداره نهائيًّا في فبراير 2005.

## أنظمة التشغيل المتوافقة
- أنظمة تعمل لنظام دي في دي بكافة أنواعها.
- أقراص ألعاب بلاي ستيشن.
- أقراص ألعاب بلاي ستيشن 2.

## وصلة خارجية
- Official PSX Website (Japan)